# تشارلز فرنسيس آدامز الرابع
تشارلز فرنسيس آدامز الرابع (بالإنجليزية: Charles Francis Adams IV)‏ هو رائد أعمال أمريكي، ولد في 2 مايو 1910 في بوسطن في الولايات المتحدة، وتوفي في 5 يناير 1999.

## وصلات خارجية
- تشارلز فرنسيس آدامز الرابع على موقع إن إن دي بي (الإنجليزية)